# 119
Cette page concerne l'année 119  du calendrier julien. Pour l'année 119 av. J.-C., voir 119 av. J.-C. Pour le nombre 119, voir 119 (nombre).
L'année 119 est une année commune qui commence un samedi.

## Événements
- Hadrien est proclamé imperator pour la deuxième fois après sa victoire sur les Sarmates en Mésie. Il fait la paix avec les Roxolans en payant à leur roi la solde qu'il réclamait, puis rentre à Rome, laissant Quintus Marcius Turbo comme légat de Dacie[1].
- Début du règne en Inde du Nord de Nahapana (en), roi des satrapes occidentaux (Sakas) (fin en 124)[2]. Il attaque le royaume Andhra et annexe le sud du Rajputana.
- À la suite des attaques des Xiongnu contre le Gansu, les Chinois rétablissent la colonie militaire de Hami dans le Tarim ; le Lob Nor et le roi de Tourfan se soumettent à nouveau, mais peu après le chanyu des Xiongnu septentrionaux et le Jushi du Nord surprennent et massacrent la garnison chinoise[3].

## Décès en 119
- Fedlimid Rechtmar, Ard rí Érenn légendaire d’Irlande.
- Salonina Matidia, nièce de Trajan.